# Северни бели носорог
Северни бели носорог (лат. Ceratotherium simum cottoni) је подврста белог носорога, сисара из реда копитара и породице носорога. 

## Распрострањење
Ареал подврсте је обухватао неколико земаља источне и средње Африке. До 1995. ареал подврсте се свео на Национални парк Гарамба у Конгу. У коме су последњи пут 2005. примећени живи примерци, два мужјака и две женке. Данас се верује да је подврста изумрла у дивљини. Једино место где 2018. северни бели носорог још увек постоји је кенијски резерват природе Ол пеџита, где живе последња 2 примерка подврсте, 2 женке.

## Угроженост
Ова подврста је крајње угрожена и у великој опасности од изумирања. Последњи мужјак северног белог носорога назван „Судан” угинуо је 19. марта 2018. у кенијском резервату природе Ол пеџита. У истом резервату преостала су још свега два примерка (обе женке) ове подврсте белог носорога.